# Dia da Visibilidade Intersexo
O Dia da Visibilidade Intersexo é um dia internacional de conscientização celebrado todo 26 de outubro, a fim de destacar questões de direitos humanos enfrentadas por pessoas intersexo.

## História
O evento marca a primeira manifestação pública de pessoas intersexuais na América do Norte, em 26 de outubro de 1996, fora do local em Boston, onde a Academia Americana de Pediatria realizava sua conferência anual. Os ativistas intersex Morgan Holmes e Max Beck participaram da (agora extinta) Intersex Society of North America, ao lado de aliados da Transsexual Menace, incluindo Riki Wilchins. Holmes escreveu que o evento não pretendia ser uma demonstração, mas uma participação na conferência. Ela afirma que Beck e Holmes pretendiam fazer um discurso, "sobre resultados de longo prazo e desafiar sua opinião ainda predominante de que a cirurgia plástica para "consertar" genitais intersexuais era o melhor curso de ação", mas foram "atendidos, oficialmente, com hostilidade e foram escoltados para fora da conferência por seguranças". O grupo só se manifestou mais tarde, carregando uma placa dizendo "Hermafroditas com Atitude".
O próprio dia de comemoração começou em 2003 com o estabelecimento de um site central de conscientização por Betsy Driver e Emi Koyama. Um site central de conscientização foi posteriormente restabelecido em 2015 por Morgan Carpenter com Laura Inter de Brújula Intersexual e apoio da Open Society Foundations.